# Библия «Баунти»
Библия «Баунти» (англ. Bounty Bible) — экземпляр Библии, который находился на HMS Bounty, а после мятежа был перевезён на остров Питкэрн. Библия «Баунти» была единственной книгой на острове до прибытия христианских миссионеров. В 1839 году книга была вывезена в США и была возвращена лишь через 110 лет.

## История
Библия «Баунти» была подарена HMS Bounty Военно-морским библейским обществом (ныне Библейское общество военно-морских и военно-воздушных сил) перед отплытием из Англии. Во время экспедиции за хлебным деревом в Тихом океане на судне начался мятеж.
15 января 1790 года мятежники и их таитянские соратники добрались до острова Питкэрн. Группа состояла из Кристиана Флетчера и восьми других мятежников. Это были: Нед Янг, Джон Адамс, Мэтью Кинтал, Уильям МакКой, Уильям Браун, Айзек Мартин, Джон Милз и Джон Уильямс. С ними также было шесть полинезийцев и двенадцать таитянок, а также таитянская девочка Салли. На Питкэрне было достаточно еды, воды и земли для всех, а также мягкий климат. Однако через четыре года в общине начались распри вызванные алкоголем и спорами из-за женщин. Беспорядки произошедшие на острове в конечном итоге привели к гибели практически всех мужчин кроме двух оставшиеся в живых — Неда Янга и Джона Адамса (также известного как Александр Смит). Янг был образованным человеком и стал лидером общины острова, а Адамс его заместителем.
В 1800 году Янгу страдавшему от астмы, стало хуже. В последние дни своей жизни он начал обучать Адамса, последнего взрослого мужчину, оставшегося на острове, читать — только для того, чтобы тот смог читать Библию и учить Божьему слову других поселенцев. Чтение Священного Писания начало изменять и жизнь Адамса, который начал проводить богослужения на острове. После смерти Янга Адамс стал патриархом и священником общины, жизнь которой отныне в корне изменилась. Убийства, пьянство, разврат отошли в прошлое. Община созданная Адамсом, состояла на тот момент из 11 женщин и 23 детей, начала вести христианский образ жизни, с соблюдением правила англиканской церкви. Джон Адамс построил на острове школу в которой с помощью Библии обучал детей читать и писать.
В сентябре 1808 года команда морского судна «Топаз» под управлением Мэйхью Фолджера высадилась на Питкэрне, чтобы пополнить запасы воды, и обнаружила, что на острове живёт христианская община, жители которой говорят по-английски.
17 июля 1839 года Библия Баунти была вывезена с острова американским моряком Леви Хейтон с китобойного судна «Сайрус». Хейтон отвез ее домой в Виндзор в Коннектикуте. После того как в 1876 году все жители островов Питкэрн стали адвентистами седьмого дня Библия была подарена в 1896 году Историческому обществу Коннектикута.

### Возвращение Библии
В первой половине XX века школьный учитель из Питкэрна А. В. Моверли попросил Историческое общество Коннектикута вернуть реликвию на остров. После того как Библия «Баунти» в течение 110 лет находилась в США, Историческое общество Коннектикута в марте 1949 года передало реликвию сэру Оливеру Фрэнксу, британскому послу в США. После того как книга была отреставрирована и отсканирована в Лондоне Министерство по делам колоний отправило её обратно на Питкэрн. На Фиджи для Библии был изготовлен деревянный ящик, который был подарен жителям островов в феврале 1950 года. После возвращения Библия хранилась в Церкви Адамстауна. Однако после открытия музея в 2006 году Библия была перенесена туда, где находится по сей день и хранится под стеклом в деревянном ящике. Рядом с ней в экспозиции хранятся факсимиле свидетельства о браке Уильяма и Элизабет Блай, молитвы написанные островитянами и другие артефакты.

## Интересные факты
- На почтовых марках номиналом 4 пенса выпущенных 1 сентября 1951 года изображена Библия «Баунти»[6].
- На гербе Островов Питкэрн изображён щит с изображением якоря и Библии «Баунти»[7].